# 鲑科鱼类及其养殖状况
鲑科水产养殖（aquaculture of salmonids）是指为了商业和娱乐目的在受控条件下养殖和收获各种鲑科（特别是鲑亚科）鱼类。最常见的商业养殖经济鱼种是各类食用鲑鱼和鳟鱼，其中养殖最多的鲑鱼是大西洋鮭，其次是虹鳟（包括淡水虹鳟和硬头鳟）、银鲑和帝王鲑。
鲑科鱼类、鲤科的鲤鲫与四大家鱼和慈鲷科的罗非鱼是水产养殖中最重要的三类经济鱼，其它的常见非鲑养殖鱼包括鲶鱼、鲈鱼和鲷鱼。2007年全球鲑鱼的水产养殖价值为107亿美元，从1982年到2007年的25年间鲑鱼养殖产量增长了10倍以上。2012年，鲑鱼的主要生产国是挪威、智利、苏格兰和加拿大。在美国，帝王鮭和虹鱒是最常见的养殖鲑科鱼，通过国家鱼类孵化系统用于休闲垂钓。在欧洲，褐鱒是最常用于休闲放养的养殖鱼类。
关于密集型鲑鱼水产养殖的生态和健康影响存在很多争议，特别值得关注的是对野生鲑鱼和其他海洋生物的影响。

## 方法

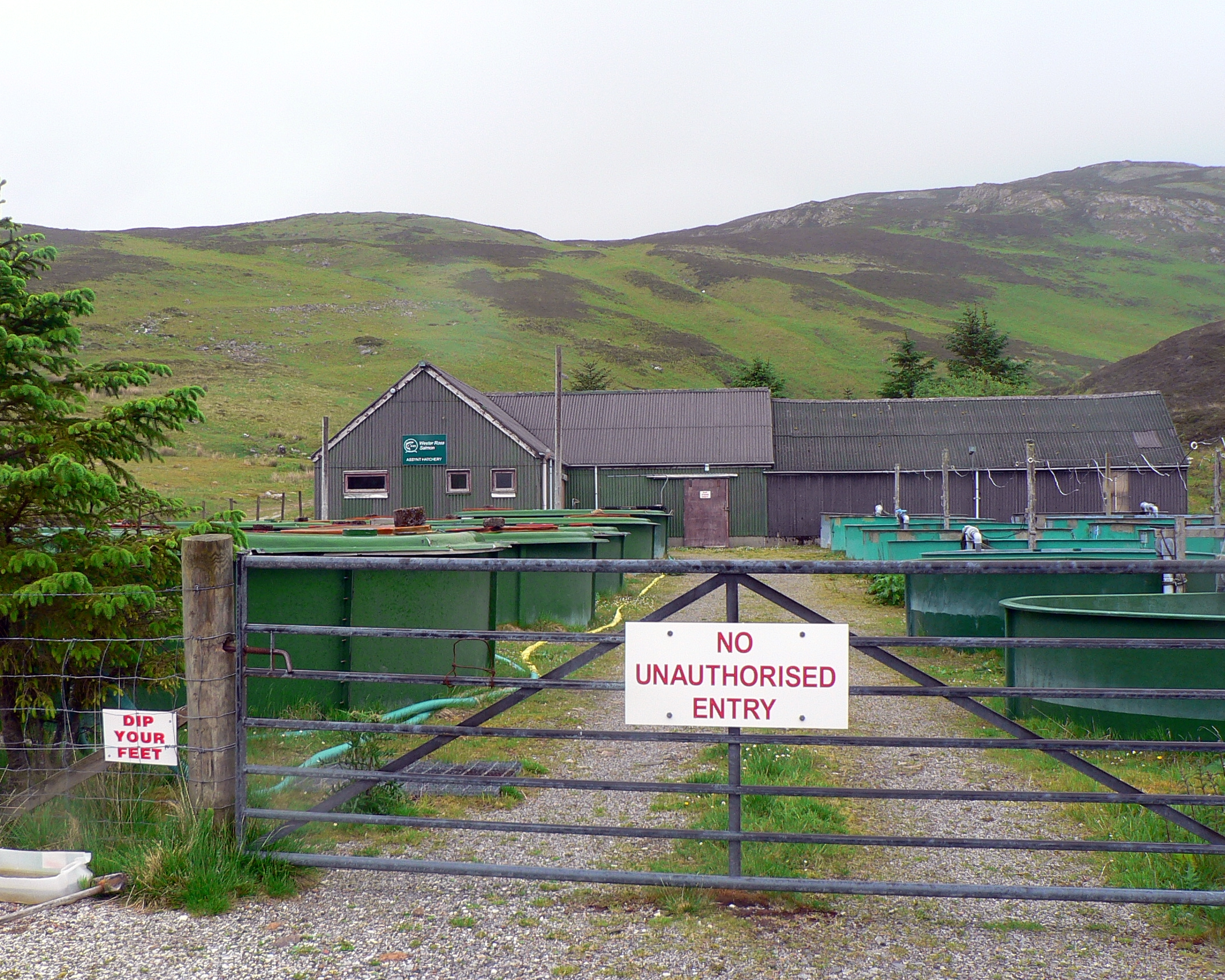
鲑鱼孵化场，靠近苏格兰高地

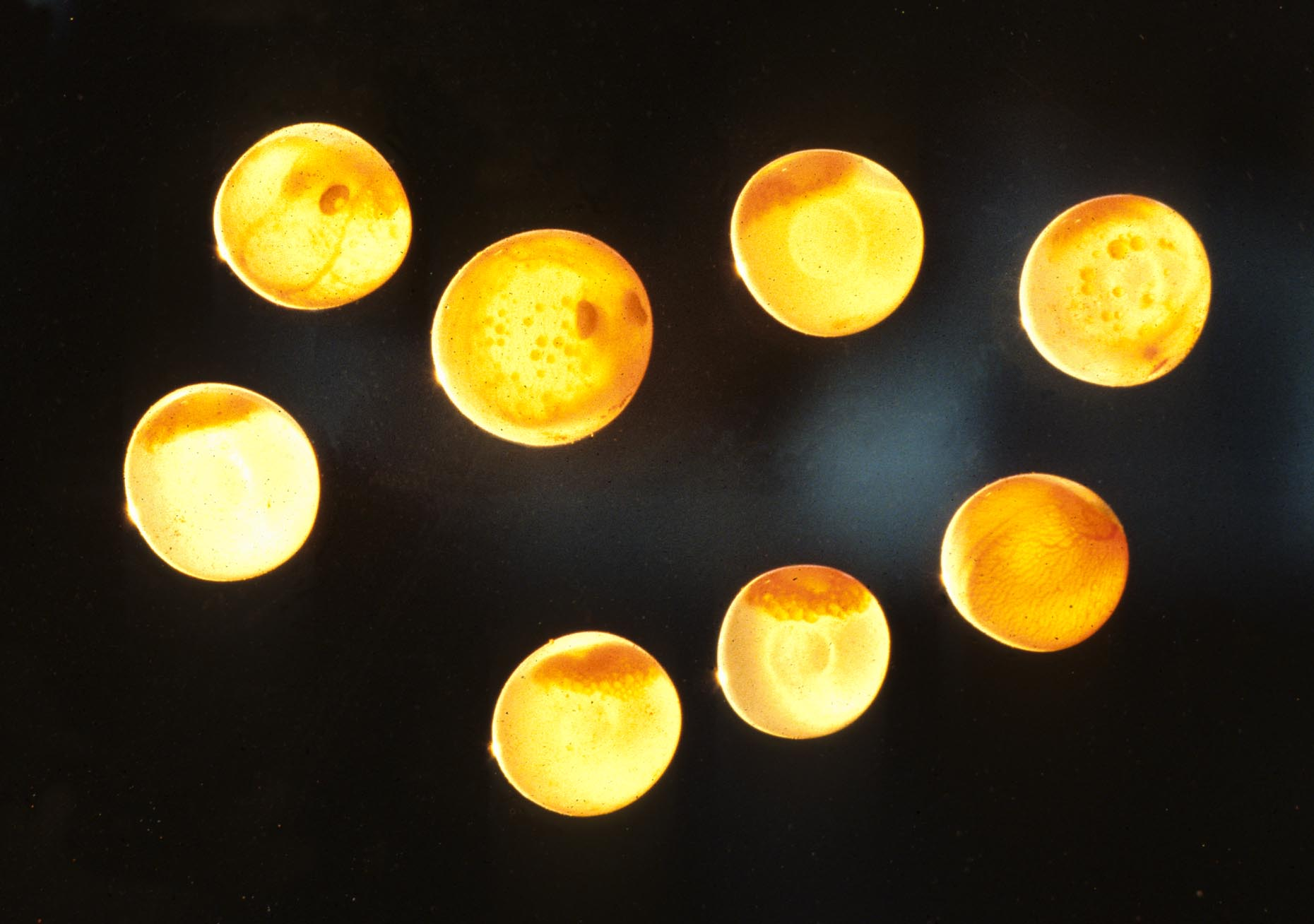
非常年轻的受精鲑鱼卵，注意正在发育的眼睛和脊柱。

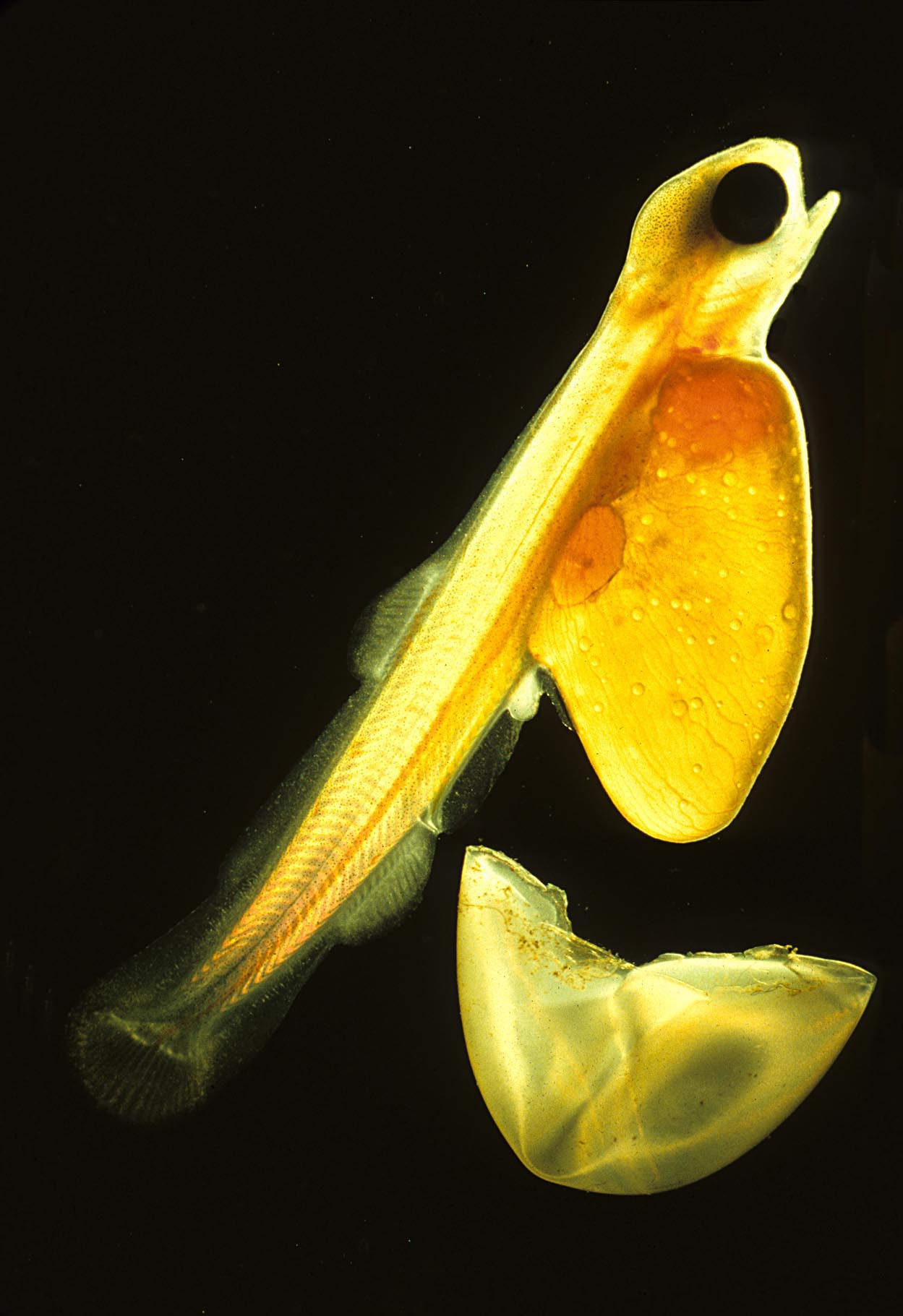
鲑鱼卵孵化：约24小时后，成为没有卵黄囊的鱼苗。

水产养殖或养殖鲑鱼可与使用商业捕鱼技术捕获野生鲑鱼形成对比。然而，阿拉斯加海鲜营销研究所使用的“野生”鲑鱼概念包括在历史上被认为是海洋牧场的孵化场生产的种群增加鱼。海洋牧场所收获的阿拉斯加鲑鱼的百分比取决于鲑鱼的种类和位置。  鲑鱼养殖方法起源于18世纪晚期欧洲的施肥试验。19世纪后期，欧洲和北美开始使用鲑鱼孵化场。从20世纪50年代末开始，在美国、加拿大、日本和苏联建立了基于孵化场的增强计划。当代使用浮海笼的技术起源于20世纪60年代末的挪威。 
鲑鱼的养殖通常分两个阶段，在一些地方可能会更多。首先，鲑鱼从卵中孵化出来，在陆地上的淡水水箱中饲养。在孵化期间增加水的累积热单位可减少孵化时间。 当它们长到12到18个月大的时候，小鲑鱼(幼年鲑鱼)被转移到漂浮的海笼或固定在海岸庇护海湾或峡湾的网笼中。这种在海洋环境中的养殖被称为海水养殖。在那里，当它们被收获时，它们会再吃12到24个月的颗粒饲料。 
挪威养殖的鲑鱼占世界的33%，智利生产31%。 这这些国家的海岸线有适宜的水温，许多地区都有很好的防风暴保护。智利靠近大型饲料渔场，为鲑鱼养殖提供鱼粉。苏格兰和加拿大也是重要的生产国；  2012年有报道称，当时挪威政府控制了加拿大石油行业的很大一部分。 
现代鲑鱼养殖系统是集中化的。它们的所有权通常在大型农业综合企业的控制下，以工业规模经营机械化装配线。2003年，世界上近一半的养殖鲑鱼由五家公司生产。 

### 孵化场
向水产养殖网栏供应鲑鱼幼崽的现代商业孵化场已转向循环水养殖系统(RAS)，其中水在孵化场内循环使用。这使得孵化场的位置可以独立于重要的淡水供应，并允许经济的温度控制，既可以加速也可以减缓生长速度，以满足网栏的需求。
传统的孵化场系统是通过流水操作的，泉水或其他水源流入孵化场。然后卵在托盘中孵化，鲑鱼幼崽在跑道上生产。生长中的鲑鱼鱼苗和饲料产生的废物通常被排放到当地的河流中。传统的流水式孵化场，例如阿拉斯加大多数的增殖型孵化场，每生产一公斤幼鱼需要使用超过100吨(16000吨)的水。
在淡水池中孵化的另一种方法是使用产卵通道。这些是人工溪流，通常与现有的溪流平行，有混凝土或裂缝边和砾石底部。邻近溪流的水通过管道进入河道顶部，有时通过集水池沉淀沉淀物。由于洪水的控制，河道中的产卵成功率往往比邻近的溪流好得多，而洪水在某些年份会冲走天然的河床产卵区。由于缺乏洪水，产卵通道有时必须清理，以清除积聚的沉积物。洪水既能摧毁天然芦苇，也能把它们冲走。产卵通道保留了自然溪流的自然选择，因为不存在像在孵化场那样使用预防性化学品来控制疾病的诱惑。然而，使用不受控制的水供应使鱼类暴露于野生寄生虫和病原体中，再加上产卵渠道的高成本，使得这项技术不适合鲑鱼水产养殖企业。这种技术只对股票增值有用。

### 海笼
海笼，也叫海栏或网栏，通常是用钢或塑料制成的网框。它们可以是方形或圆形，宽10至32米(33至105英尺)，深10米(33英尺)，体积在1,000至10,000立方米(35,000至353,000立方英尺)之间。一个大的海笼可以容纳9万条鱼。
它们通常并排放置，形成一个称为海臂或海岸的系统，并沿网边界有浮动码头和人行道。额外的网也可以围绕海臂，以防止食肉海洋哺乳动物。大西洋鲑鱼的放养密度为8至18公斤(18至40磅)/立方米，奇努克鲑鱼的放养密度为5至10公斤(11至22磅)/立方米。  
与封闭或循环系统相比，开放式网箱养殖鲑鱼降低了生产成本，但对废物、寄生虫和疾病排放到周围沿海水域没有有效的屏障。 例如，在风暴期间，在开放式网笼中养殖的鲑鱼可以逃到野生栖息地。
一股新兴的水产养殖业浪潮正在将同样的养殖方法应用于其他食肉鱼类，如鳕鱼、蓝鳍金枪鱼、大比目鱼和鲷鱼。然而，这可能与鲑鱼养殖有同样的环境缺陷。  
水产养殖的第二个新兴浪潮是开发铜合金作为渔网材料。铜合金已成为重要的网状材料，因为它们具有抗菌性(即，它们能消灭细菌、病毒、真菌、藻类和其他微生物），因此，它们可以防止生物污垢(即微生物、植物、藻类、管虫、藤壶、软体动物和其他生物的不良积聚、粘附和生长)。通过抑制微生物生长，铜合金水产养殖网箱避免了使用其他材料所必需的昂贵的净变化。铜合金网对生物生长的抵抗力也为养鱼提供了一个更清洁、更健康的生长环境。

### 喂养
在过去的30多年里，世界范围内的鱼粉产量几乎保持不变，并处于最高可持续产量，随着水产养殖的发展，大部分鱼粉市场已从鸡和猪饲料转向鱼和虾饲料。
开发由浓缩植物蛋白制成的鲑鱼饲料的工作仍在继续。 截至2014年，一种酶促过程可用于降低大麦的碳水化合物含量，使其成为适合鲑鱼的高蛋白鱼类饲料。 许多其他的替代鱼粉是已知的，和饮食不含鱼粉是可能的。例如，在苏格兰，一个计划中的封闭式鲑鱼养殖场使用沙虫、藻类和氨基酸作为饲料。 一些二十碳五烯酸和二十二碳六烯酸（在Omega-3 脂肪酸中）可能会被陆上（非海洋）藻油所取代，从而减少野生鱼类作为鱼粉的收获量。 
然而，商业经济动物饲料是由成本最低的线性规划模型决定的，这种模型有效地与鸡和猪饲料的类似模型竞争相同的饲料成分，这些模型表明，鱼粉在水产饲料中比在鸡饲料中更有用，因为鱼粉可以使鸡吃起来像鱼。 不幸的是，这种替代会导致养殖产品中高价值的omega-3含量降低。然而，如果在生长饲料中使用植物油作为能量来源，并在收获前几个月使用含有高omega-3脂肪酸的不同育肥期饲料，这些脂肪酸来自鱼油、藻类油或某些植物油，那么这个问题就消除了。 
在干干法的基础上，生产1公斤鲑鱼需要2-4公斤野生捕捞的鱼。 如果加入非鱼类来源，该比例可能会降低。 野生鲑鱼需要大约10公斤饲料鱼来生产1公斤鲑鱼，这是正常营养水平能量转移的一部分。这两个数字之间的差异与养殖鲑鱼饲料中含有鱼粉以外的其他成分有关，因为养殖的鱼不消耗能量。
据报道，2017年，美国嘉吉公司一直在通过其在挪威的内部COMPASS计划研究和开发EWOS替代饲料，从而产生了专有的RAPID饲料混合物。这些方法根据地理和季节研究了鱼饲料的常量营养素分布。使用RAPID饲料，鲑鱼养殖场将鲑鱼的成熟时间缩短到15个月左右，比平时快了五分之一。  

#### 其他饲料添加剂
截至2008年，世界上50-80%的鱼油产量是喂给养殖鲑鱼的。
农场养殖的鲑鱼也被喂食类胡萝卜素虾青素和角黄素，因此它们的肉颜色与野生鲑鱼一样，野生鲑鱼也含有与野生鲑鱼相同的类胡萝卜素。 

### 收获
现代捕捞方法正在转向使用湿井船将活鲑鱼运送到加工厂。这允许鱼在僵直发生之前被杀死、放血和去片。这导致了卓越的产品质量给客户，以及更人性化的处理。为了获得最好的质量，在鲑鱼被电击致死，鳃被切开流血之前，必须将压力降到最低。 这些对最终消费者的加工时间和新鲜度的改进具有重要的商业意义，并迫使商业野生渔业升级其加工，以使所有海产品消费者受益。
一种较老的收获方法是使用扫网，其操作有点像围网。扫网是一种底部边缘有重物的大网。它在笔上伸展，底部边缘延伸到笔的底部。附在底角的线被抬高，将一些鱼群放入钱包中，在那里它们被网住。在杀死之前，鱼通常会在饱和二氧化碳的水中失去知觉，尽管出于道德和产品质量方面的考虑，这种做法在一些国家正在被逐步淘汰。更先进的系统使用的是一种撞击式眩晕捕捞系统，通过气动活塞对鱼头部的重击，可以立即人道地杀死鱼。然后切断鳃弓，立即将它们浸泡在冰水中，使它们流血。捕捞和捕杀方法的设计是为了尽量减少鳞片的损失，避免鱼释放对肉质有负面影响的应激激素。 

## 野生与养殖
野生鲑鱼是利用商业捕鱼技术从野生栖息地捕获的。大多数野生鲑鱼是在北美、日本和俄罗斯的渔场捕获的。下表显示了粮农组织报告的野生鲑科鱼类和养殖鲑科鱼类在25年期间的产量变化情况。。 俄罗斯、日本和阿拉斯加都有主要的基于孵化场的种群增加计划。为了粮农组织和市场销售的目的，孵化场的鱼被定义为“野生”鱼。
| 物种     | 1982年  | 1982年  | 2007年  | 2007年    | 2013      | 2013 |
| 物种     | 野生    | 养殖    | 野生    | 养殖      |           |      |
| -------- | ------- | ------- | ------- | --------- | --------- | ---- |
| 大西洋鮭 | 10,326  | 13,265  | 2,989   | 1,433,708 | 2,087,110 |      |
| 硬头鳟   |         | 171,946 |         | 604,695   |           |      |
| 银鲑     | 42,281  | 2,921   | 17,200  | 115,376   |           |      |
| 帝王鮭   | 25,147  |         | 8,906   | 11,542    |           |      |
| 粉紅鮭   | 170,373 |         | 495,986 |           |           |      |
| 狗鲑     | 182,561 |         | 303,205 |           |           |      |
| 红鲑     | 128,176 |         | 164,222 |           |           |      |

|      | 1982年  | 1982年 | 2007年    | 2007年 |
|      | 吨      | 百分   | 吨        | 百分   |
| ---- | ------- | ------ | --------- | ------ |
| 野生 | 558,864 | 75     | 992,508   | 31     |
| 养殖 | 188,132 | 25     | 2,165,321 | 69     |
| 总和 | 746,996 |        | 3,157,831 |        |

## 问题
美国在其2010年膳食指南中建议每周食用8盎司各种海鲜，哺乳期母亲每周食用12盎司，没有设定上限，也没有限制食用养殖或野生鲑鱼。  2018年，加拿大膳食指南建议每周至少吃两份鱼，并选择鳕鱼、鲱鱼、鲭鱼、鲑鱼、沙丁鱼和鳟鱼等鱼类。 
目前，关于鲑鱼集约化养殖对生态和健康的影响存在诸多争议。尤其令人关注的是对野生鲑鱼和其他海洋生物的影响以及对商业鲑鱼渔民收入的影响。 然而，鲑鱼幼鱼的“增强”生产——例如，它导致阿拉斯加每年“野生”鲑鱼捕捞量的两位数比例(20-50%)——并非没有争议，阿拉斯加鲑鱼的捕捞高度依赖于阿拉斯加地区水产养殖协会的运作。此外，从科学和政治/营销的角度来看，增强型/以孵化场为基础的“野生”捕捞鲑鱼的可持续性一直备受争议  。这些争论和立场是2012年海洋管理委员会(MSC)暂停阿拉斯加鲑鱼渔业重新认证的核心；阿拉斯加鲑鱼渔业随后重新获得msc认证地位;然而，严重依赖孵化场的威廉王子湾(PWS)认证单元(“该州最有价值的捕鱼区之一”  ）。多年来一直被排除在msc认证之外(它仍处于“评估中”，等待进一步分析)。

### 疾病和寄生虫
1972年，一种名为Gyrodactylus的单基因寄生虫与瑞典的活鳟鱼和鲑鱼一起被引入挪威政府经营的孵化场(波罗的海的鱼类对它有抵抗力)。从孵化场，受感染的卵、幼鱼和鱼苗被植入许多河流，目的是加强野生鲑鱼的种群，但却对一些受影响的野生鲑鱼种群造成了破坏。 
1984年，挪威大西洋鲑鱼孵化场发现了传染性鲑鱼贫血症(ISAv)。80%的鱼在这次爆发中死亡。ISAv是一种病毒性疾病，现在是大西洋鲑鱼养殖生存能力的主要威胁。它现在是第一个被列入欧盟委员会鱼类健康养生清单的疾病。除其他措施外，这要求在任何农场确认疾病爆发时，将所有鱼类全部消灭。ISAv严重影响了智利、挪威、苏格兰和加拿大的鲑鱼养殖场，造成了重大的经济损失。 顾名思义，它会导致受感染的鱼严重贫血。与哺乳动物不同，鱼类的红细胞有核糖体，可以被病毒感染。这种鱼长出苍白的鳃，可能会游到靠近水面的地方，大口吸气。然而，这种疾病也可能在鱼没有表现出任何外部疾病迹象的情况下发展，鱼保持正常的食欲，然后突然死亡。这种疾病可以在受感染的农场缓慢发展，在最坏的情况下，死亡率可能接近100%。这也对野生鲑鱼的减少构成了威胁。管理策略包括开发疫苗和提高对该疾病的遗传抗性。 
在野外，疾病和寄生虫通常处于低水平，并通过自然捕食身体虚弱的个体来控制。在拥挤的围栏中，它们可能成为流行病。疾病和寄生虫也会从养殖鲑鱼种群转移到野生鲑鱼种群。。最近在不列颠哥伦比亚省进行的一项研究将河中鲑鱼养殖场的寄生海虱传播与同一条河中的野生粉红鲑鱼联系起来。 欧洲委员会(2002)得出结论:“野生鲑鱼数量的减少也与其他因素有关，但越来越多的科学证据表明，在同一河口，受虱子感染的野生鱼类数量与网箱的存在之间存在直接联系。” 据报道，加拿大西海岸的野生鲑鱼正因附近鲑鱼养殖场的海虱而濒临灭绝。 这些预测一直受到其他科学家的质疑 ，最近的收成表明，这些预测是错误的。2011年，苏格兰鲑鱼养殖业引进了养殖濑鱼，目的是清除养殖鲑鱼的体外寄生虫。  
2015年，全球三文鱼产量下降了约9%，主要原因是苏格兰和挪威爆发了严重的海虱疫情。   激光用于减少虱子感染。 
在20世纪80年代中期到90年代，由沙门氏菌引起的细菌性肾病(BKD)严重影响了爱达荷州的支努克孵化场。 该疾病引起肉芽肿性炎症，可导致肝脏、脾脏和肾脏出现脓肿。 

### 污染和污染物
鲑鱼养殖场通常位于水质良好的海洋生态系统中，水交换率高，水流速度足够快，可以防止底部污染，但速度足够慢，可以防止围栏损坏，可以抵御大风暴，合理的水深，并且与主要基础设施(如港口，加工厂和机场等物流设施)保持合理的距离。后勤方面的考虑是很重要的，饲料和维护劳动力必须运输到设施和产品返回。在许多国家，复杂的、政治驱动的许可问题阻碍了农场的最佳选址，这使得选址决策变得复杂。
在没有足够水流的地方，重金属会积聚在鲑鱼养殖场附近的底栖生物(海底)上，尤其是铜和锌。 
污染物通常存在于养殖和野生鲑鱼的肉中。 2002年，加拿大卫生部公布了几种鱼类中多氯联苯、二恶英、呋喃和多氯联苯的测量结果。养殖鲑鱼种群的多氯联苯含量是野生种群的近3倍，多氯联苯含量是野生种群的3倍以上，二恶英和呋喃含量是野生种群的近两倍。 另一方面，欧洲食品安全局2012年的一项研究“食品和饲料中二恶英和多氯联苯水平监测的最新情况”指出，养殖鲑鱼和鳟鱼的二恶英和多氯联苯含量平均比野生鲑鱼和鳟鱼低许多倍。 

2004年发表在《科学》杂志上的一项研究分析了养殖和野生鲑鱼的有机氯污染物。他们发现，养殖鲑鱼的污染物含量更高。在养殖鲑鱼中，欧洲(特别是苏格兰)鲑鱼的含量最高，智利鲑鱼最低。  食品和药物管理局和加拿大卫生部已经确定了商业鱼类中多氯联苯的容忍/限制为2000 ppb 后续研究证实了这一点，并发现养殖鲑鱼中二恶英、氯化农药、多氯联苯和其他污染物的含量是野生太平洋鲑鱼的十倍。 积极的一面是，使用先前研究中使用的相同鱼类样本的进一步研究表明，养殖鲑鱼含有的有益脂肪酸含量比野生鲑鱼高两到三倍。 一项关于食用三文鱼的后续收益-风险分析平衡了食用三文鱼的癌症风险和(n-3)脂肪酸的优势。由于这个原因，目前这种类型的分析方法考虑到问题样品的脂质含量。多氯联苯是亲脂性的，所以通常在脂肪含量较高的鱼类中发现浓度较高， 因此养殖鱼类中多氯联苯的含量越高，它们含有的有益的n-3和n-6脂质的含量越高。他们发现，食用具有可接受致癌风险的养殖鲑鱼可以达到推荐的(n-3)脂肪酸摄入量水平，但仅从没有不可接受的致癌风险的养殖(或野生)鲑鱼中无法达到推荐的(n-3) EPA + DHA摄入量水平。  这篇2005年的论文的结论是
“......消费者每年食用苏格兰、挪威和加拿大东部养殖的鱼不应超过三次;来自缅因州、加拿大西部和华盛顿州的养殖鱼一年不超过三到六次;每年从智利养殖的鱼不超过六次。野生鲑鱼每周食用一次就可以安全食用，粉红鲑鱼、红鲑鱼和银鲑大约每月食用两次，奇努克鲑鱼每月食用不到一次。” 
2005年，俄罗斯禁止从挪威进口冷冻鱼，原因是挪威养殖的鱼样本中重金属含量很高。据俄罗斯农业部长阿列克谢·戈尔杰耶夫(Aleksey Gordeyev)称，这些鱼的铅含量比俄罗斯安全标准高出10至18倍，镉含量几乎高出4倍。 

### 养鱼者引入的污染物或毒素
2006年，八家挪威鲑鱼生产商被发现在未经授权和未标记的情况下在烟熏和腌制鲑鱼中使用亚硝酸盐。挪威适用欧盟食品添加剂法规，根据该法规，亚硝酸盐可以作为食品添加剂添加到某些类型的肉类中，但不允许添加到鱼类中。新鲜鲑鱼没有受到影响。 
挪威绿色勇士组织的领导人Kurt Oddekalv认为，挪威的渔业规模是不可持续的。大量未食用的饲料和鱼类粪便污染了海床，而用于对抗海虱的化学物质也进入了食物链。他说:“如果人们知道这一点，他们就不会吃鲑鱼了”，并将这种养殖鱼类描述为“世界上最有毒的食物”。  唐·斯坦福(Don stanford)——前科学家后来成为活动家/调查员和一个小型全球反对工业化水产养殖联盟的负责人—对此表示赞同，并表示在 2016-2017 年的时间范围内，某些化学品的使用量增加了 10 倍。有毒药物甲维菌素的使用正在迅速增加。在过去 10 年中，用于杀死海虱的化学物质含量超过了环境安全限值 100 多次。 

### 对野生鲑鱼的影响
养殖的鲑鱼可以，而且经常会从海笼中逃脱。如果养殖的鲑鱼不是本地的，它可以与本地野生物种竞争食物和栖息地。  如果养殖的鲑鱼是本地的，它可以与野生的本地鲑鱼杂交。这种杂交会降低遗传多样性、抗病性和适应性。  2004 年，约有 500,000 条鲑鱼和鳟鱼从挪威附近的海网围栏中逃脱。在苏格兰周围，暴风雨期间释放了 600,000 条鲑鱼。 以野生鲑鱼为目标的商业渔民经常捕获逃脱的养殖鲑鱼。在一个阶段，在法罗群岛，所有捕获的鱼中有 20% 到 40% 是逃脱的养殖鲑鱼。  2017年，在2017年柏树岛大西洋鲑鱼围栏休息期间，大约263,000条养殖的非本地大西洋鲑鱼从华盛顿水域的一个网中逃脱。 
海虱，尤其是鲑鱼虱（Lepeophtheirus salmonis）和各种鲑鱼虱属（Caligus）物种，包括C. clemensi和C. rogercresseyi，可能会对养殖和野生鲑鱼造成致命的寄生感染。  海虱是一种自然而然且丰富的寄生虫，它们以鱼类黏液、血液和皮肤为食，在浮游幼体期和潜蛹幼虫期时迁移并寄生于鲑鱼的皮肤上，可以持续数天。   大量高密度的开放式鲑鱼养殖场可以产生异常大的海虱浓度；当暴露在包含大量开放式网箱养殖场的河口时，许多年轻的野生鲑鱼会被感染，无法存活。  成年鲑鱼可能能够在其它情况下存活虱子的数量，但是对于皮肤薄、身形纤弱的幼鲑来说，它们在迁移到大海的过程中极易受到攻击。2007年，加拿大太平洋沿岸的数据经过数学研究表明，粉红鲑在某些地区受到虱子致死率超过80%的影响。 同年，针对上述2007年的数学研究，加拿大联邦渔业科学家肯尼斯·布鲁克斯和西蒙·琼斯发表了一篇题为“粉红鲑和海虱的视角：科学证据不能支持灭绝假设”的评论文章。自那时起，这些研究的时间表明，Broughton群岛的粉红鲑总体数量有所增加。加拿大政府渔业科学家布莱恩·里德尔和理查德·比米什等人在科学文献中发表的另一篇评论文章得出结论：饲养鲑鱼的虱子数量与粉红鲑返回Broughton群岛之间没有任何相关性。关于2007年Krkosek的灭绝理论，“数据被有选择性地使用了，结论与鲑鱼回归的最近观察结果不符合。” 
根据2008年一项可用数据进行的荟萃分析发现，鲑鱼养殖对野生鲑鱼的存活率产生了负面影响。这种趋势在各种类型的鲑鱼中都有观察到，包括大西洋鲑、钢头鲑、粉红鲑、狗鲑和银鲑。在一些情况下，存活率或数量的减少超过50％。 然而，需要注意的是，这些研究仅表明相关性，相关性不一定意味着因果关系。此外，观察到没有鲑鱼养殖或海上网箱的地区，如俄勒冈州和加利福尼亚州，也出现了类似的鲑鱼种群下降情况。尽管存在这些问题，但2010年的野生鲑鱼收获量创下了纪录高值，与这些研究所预测的加拿大鲑鱼季失败的情况相矛盾。 
一项于2010年进行的研究首次利用来自布劳顿群岛所有鲑鱼养殖场的杀虫剂数量和鱼类生产数据，结果发现养殖场的杀虫剂数量与野生鲑鱼的生存没有相关性。作者得出结论：2002年鲑鱼存量崩溃不是由养殖场的海虱数量引起的。尽管2000年幼年粉红鲑鱼的离栖期内养殖场的海虱数量比2001年更高，但2001年（来自2000年幼年鲑鱼）的鲑鱼回归数量创下了记录，而2002年（来自2001年幼年鲑鱼）的鲑鱼存量则下降了97%。作者还指出，尽管实验室条件下的海虱暴露通常不会导致鱼鳍底部流血，而这是感染的常见症状，但最初的研究并未调查细菌和病毒的原因。 
野生鲑鱼是一种洄游鱼类。它们在淡水内陆产卵，并在年轻时迁徙到海洋中生长。大多数鲑鱼会返回它们出生的河流，尽管有些会游到其他河流。人们关注鲑鱼群落内遗传多样性的作用。种群的弹性取决于一些鱼类能否在环境震荡，如温度异常极端的情况下生存下来。孵化场对鲑鱼遗传多样性的影响也不清楚。 

### 基因改造
鲑鱼可以在实验室中进行基因改造，以便能够更快地生长。Aqua Bounty Farms 公司开发出一种改良的大西洋鲑鱼，其生长速度几乎是原来的两倍（需要16-18个月就能成熟，而不是30个月），更具有抗病性和耐寒性，同时还需要少 10% 的饲料。这是通过使用影响生长激素的金鲑鱼基因序列和影响抗冻生产的大口鱼调节序列实现的。 通常，鲑鱼只会在光线存在的情况下产生生长激素。改良鲑鱼不会关闭生长激素的产生。该公司于1996年首次提交了这种鲑鱼的FDA批准申请 2015 年，FDA已批准 AquAdvantage 鲑鱼进行商业生产。 转基因鲑鱼的一个问题是如果它们逃逸到野外会发生什么。一项实验室研究发现，与野生鲑鱼混杂的改良鲑鱼在竞争中很具有侵略性，但最终失败了了。 

### 对野生掠食性物种的影响
海笼可以吸引各种野生捕食者，有时会被相关的网缠住，导致受伤或死亡。在塔斯马尼亚，澳大利亚养殖鲑鱼的海笼缠住了白腹海雕。这促使Huon水产养殖公司赞助了一个鸟类康复中心，并尝试更坚固的网。 

### 生态的
养殖的奇努克幼鱼被证明有更高的捕食率，因为它们的体型比放归海洋环境的野生幼鱼大。它们的大小与鸟类、海豹和鱼类等捕食者偏爱的猎物大小有关。由于对摄食的影响，这可能具有生态意义。 

### 对饲料鱼的影响
过去的30年里，饲料鱼用于鱼粉生产几乎一直保持着最高的可持续产量，而鱼粉市场已经从鸡、猪和宠物食品转向水产养殖饲料。 这种以恒定产量进行的市场转移似乎是一种经济决策，这意味着鲑鱼水产养殖的发展对饲料鱼的收获率没有影响。
鱼类实际上并不产生-3脂肪酸，而是通过食用产生这些脂肪酸的微藻(如鲱鱼和沙丁鱼等饲料鱼)或食用饲料鱼(如鲑鱼等富含脂肪的食肉鱼)来积累-3脂肪酸。为了满足这一要求，世界上超过50%的鱼油产量被喂给养殖的鲑鱼。 
此外，鲑鱼需要营养蛋白质的摄入，通常以鱼粉的形式提供，作为成本最低的替代品。因此，作为最终产品，养殖鲑鱼消耗的鱼比它们生产的鱼多，尽管作为食物更受欢迎。

### 鲑鱼水产养殖对话和 ASC 鲑鱼标准
2004 年，美国世界自然基金会(WWF) 发起了鲑鱼水产养殖对话，这是几个水产养殖对话中的一个。 对话的目的是为养殖鲑鱼和其他物种(截至2018年，目前有12个物种)制定环境和社会标准。自2012年以来，多方利益攸关方对话制定的标准已转交给2010年成立的水产养殖管理委员会(ASC)，以进一步管理和发展这些标准。第一个这样的标准是ASC 鲑鱼标准 （页面存档备份，存于） (2012年6月，经全面征求公众意见后于2017年修订)。世界自然基金会最初确定了他们所谓的“七个关键的环境和社会影响”，其特征为：

- 底栖生物的影响和定位:与鲑鱼养殖场有关的食物和粪便中的化学物质和过量营养物质会扰乱海底的动植物(底栖动物)。

- 化学品投入:过度使用化学品——如抗生素、抗污剂和杀虫剂——或使用禁用化学品可能对海洋生物和人类健康产生意想不到的后果。

- 疾病/寄生虫:病毒和寄生虫可以在养殖鱼类和野生鱼类之间以及养殖场之间传播。

- 逃逸:逃逸的养殖鲑鱼可以与野生鱼类竞争，并与同一种群的当地野生种群杂交，改变遗传多样性的整体池。

- 饲料:不断增长的鲑鱼养殖业必须控制和减少对鱼粉和鱼油(鲑鱼饲料的主要成分)的依赖，以免给世界渔业带来额外的压力。用于制作鱼粉和鱼油的鱼类目前占全球鱼类产量的三分之一。

- 营养负荷和承载能力:水中多余的食物和鱼类废物有可能增加水中的营养水平。这可能会导致藻类的生长，而藻类消耗的氧气本应供其他动植物使用。

- 社会问题:鲑鱼养殖通常在农场和加工厂雇佣大量工人，这可能会使劳工行为和工人权利受到公众的监督。此外，共享海岸环境的使用者之间也可能出现冲突。

---世界自然基金会

## 陆养三文鱼
循环水产养殖系统使得完全在陆地上养殖鲑鱼成为可能，截至2019年，这是该行业的一项持续举措。 然而，Mowi和Cermaq等大型养殖鲑鱼公司并没有投资于这种系统。 在美国，大西洋蓝宝石公司(Atlantic Sapphire)是这项努力的主要投资者之一，该公司计划在2021年将佛罗里达州养殖的鲑鱼推向市场 其他投资于此的公司包括 Nordic Acquafarms 和 Whole Oceans。 

## 物种

### 大西洋三文鱼

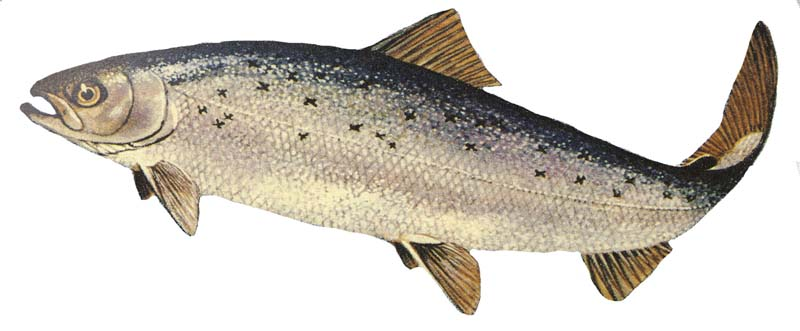
大西洋三文鱼

在它们的出生溪流中，大西洋鲑鱼被认为是一种珍贵的休闲鱼类，每年都会受到狂热的苍蝇垂钓者的追捧。该物种一度支持重要的商业渔业和补充食品渔业。然而，野生大西洋鲑鱼渔业在商业上已经死亡;在栖息地遭到大面积破坏和过度捕捞之后，野生鲑鱼只占世界鱼类市场上大西洋鲑鱼的0.5%。其余的是养殖的，主要来自智利、加拿大、挪威、俄罗斯、英国和塔斯马尼亚的水产养殖。 
到目前为止，大西洋鲑鱼是最常被选择用于养殖的物种。它易于处理，在海笼中生长良好，具有很高的市场价值，并且能够很好地适应远离其原生栖息地的养殖。 
成年雄鱼和雌鱼被麻醉。在鱼被清洗干净并用布擦干后，卵子和精子被“剥离”。精子和卵子混合，清洗，然后放入淡水中。成虫在流动、干净、通风良好的水中恢复。 一些研究人员研究了卵子的冷冻保存。 
鱼苗一般在大型淡水缸中饲养12至20个月。一旦这些鱼到了小鱼苗阶段，它们就会被带到海里，在那里被关押长达两年。在这段时间里，这些鱼在加拿大、美国或欧洲部分地区的海岸外的大笼子里生长和成熟。 一般来说，笼子是由两张网组成的;包裹在笼子周围的内网拴住鲑鱼，而由浮子拴住的外网则把捕食者挡在外面。 
许多大西洋鲑鱼从海上的笼子里逃了出来。那些进一步繁殖的鲑鱼往往会减少物种的遗传多样性，导致更低的存活率和更低的捕捞率。在北美西海岸，非本地鲑鱼可能是一种入侵威胁，尤其是在阿拉斯加和加拿大的部分地区。这可能会导致它们与本地鲑鱼争夺资源。目前正在进行广泛的努力，以防止大西洋鲑鱼在太平洋和其他地方的逃逸和潜在的扩散。 考虑到加拿大和美国政府从20世纪初开始，在100年的时间里故意引入数百万种大西洋鲑鱼，大西洋鲑鱼成为北美太平洋沿岸合法入侵威胁的风险值得怀疑。尽管这些有意的尝试在太平洋海岸建立这个物种;没有确定种群的报告。  
2007 年，全球捕捞了 1,433,708 吨大西洋鲑鱼，价值 75.8 亿美元。 十年后的 2017 年，收获了超过 200 万吨的养殖大西洋鲑鱼。 

### 虹鳟鱼

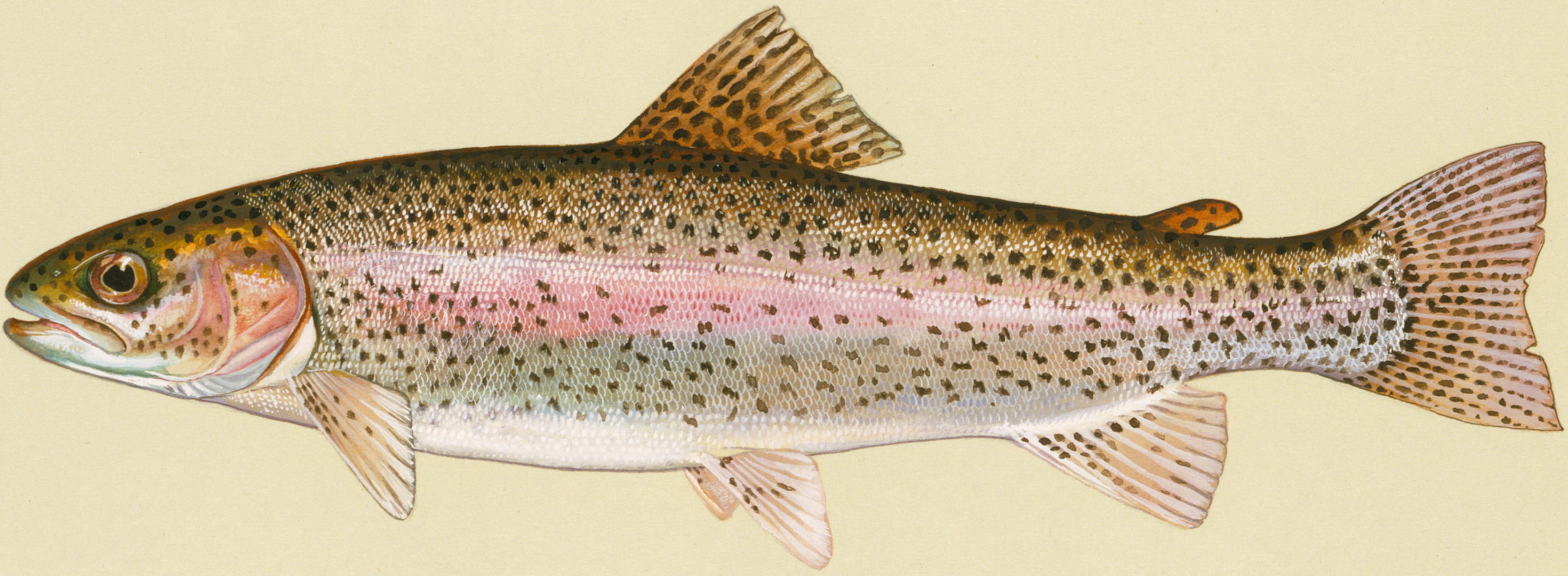
虹鳟鱼

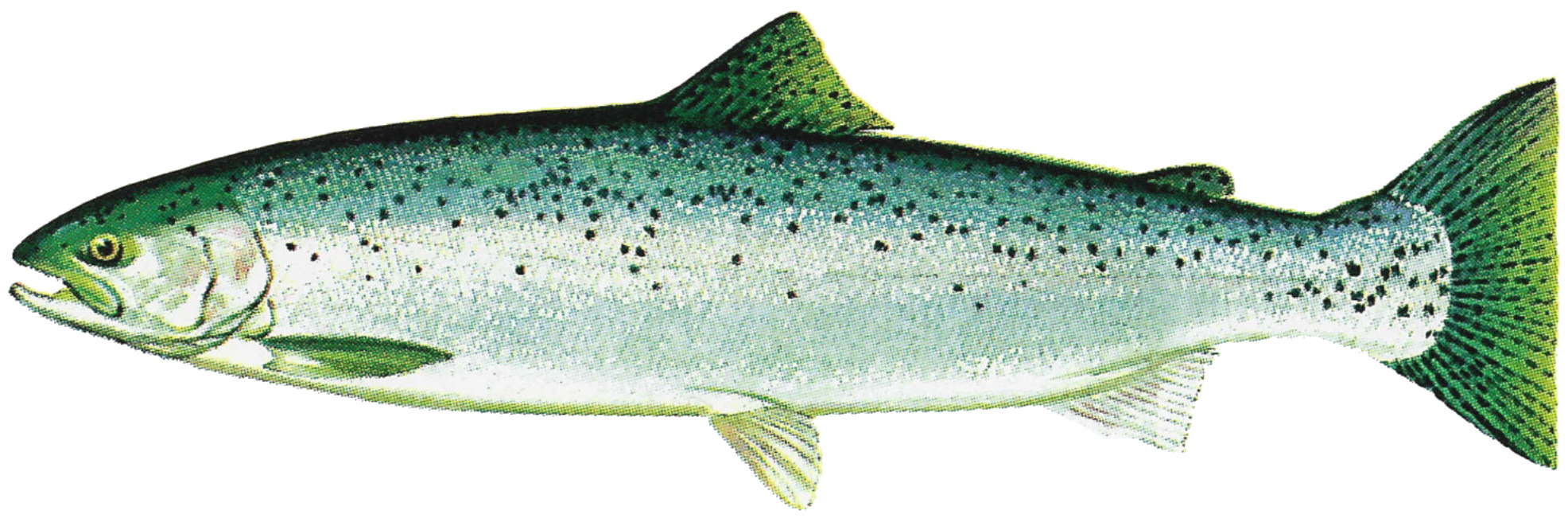
雄性海相虹鳟鱼

1989 年，虹鳟从以前的双名Salmo gairdneri （哥伦比亚河红带鳟鱼）和S. irideus （沿海虹鳟鱼）重新分类为太平洋鳟鱼Oncorhynchus mykiss 。虹鳟是虹鳟的一种溯河形式，在湖泊、河流和海洋之间迁徙，也被称为虹鳟或虹鳟。
世界上许多国家都在养殖虹鳟。自20世纪50年代以来，产量呈指数级增长，特别是在欧洲，最近在智利。2007年，全球共收获了604,695吨养殖虹鳟鱼，价值25.9亿美元。 最大的生产国是智利。在智利和挪威，海洋网箱生产的钢头鱼已扩大供应出口市场。在意大利、法国、德国、丹麦和西班牙等国，供应国内市场的内陆虹鳟鱼产量大幅增加。其他重要的石油生产国包括美国、伊朗、德国和英国。 虹鳟鱼，包括淡水中的幼年虹鳟鱼，通常以水生昆虫的幼虫、蛹和成虫为食（通常是石蛾、石蝇、蜉蝣和水生双翅目）。它们还吃落入水中的鱼卵和成年陆生昆虫（通常是蚂蚁、甲虫、蚱蜢和蟋蟀）。其他猎物包括长达其三分之一长度的小鱼、小龙虾、虾和其他甲壳类动物。随着虹鳟鱼的生长，大多数种群食用鱼类的比例都会增加。一些湖栖形式可能成为浮游生物。在盛产其他鲑科鱼类的河流和溪流中，虹鳟鱼吃各种鱼卵，包括鲑鱼、褐鳟鱼和割喉鳟鱼、山白鲑以及其他虹鳟鱼的卵。彩虹鱼还吃其他鱼尸体上腐烂的肉。海洋中的成年虹鳟主要以其他鱼类、乌贼和片脚类动物为食。 养殖虹鳟的饮食配方与它们的天然饮食非常相似，包括鱼粉、鱼油、维生素和矿物质，以及用于色素沉着的类胡萝卜素虾青素。
虹鳟鱼特别容易感染肠道红口病。对红嘴病进行了大量的研究，因为它对钢头养殖户的影响是显著的。这种疾病不影响人类。 

### 银鲑

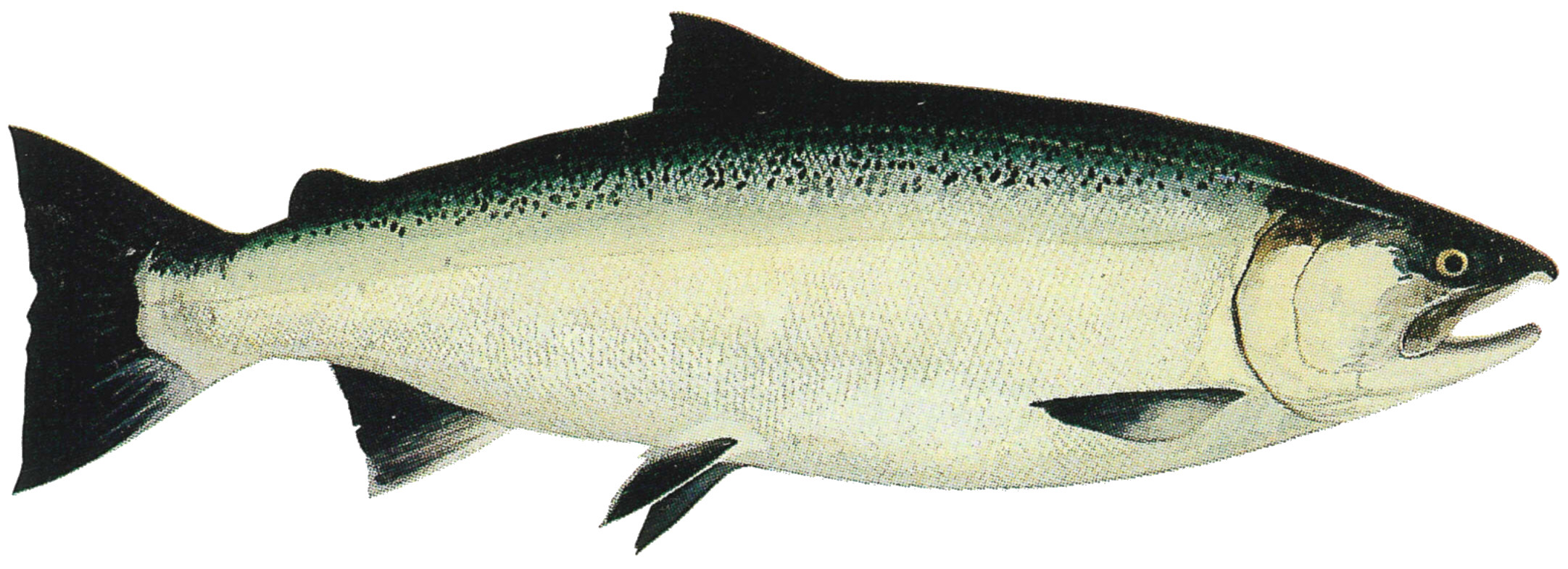
雄性海相银鲑

银鲑是日本千叶县的国家动物。
银大麻哈鱼在海中仅需一年即可成熟，因此需要两个独立的亲鱼（产卵池），每年轮换。Coho salmon亲鱼是从海域的鲑鱼中挑选出来的，然后转移到淡水池中成熟和产卵。 
在世界范围内，2007年收获了115,376吨养殖银鲑，价值4.56亿美元。 智利约占世界产量的 90%，是主要生产国，日本和加拿大生产其余的。 

### 奇努克鲑鱼

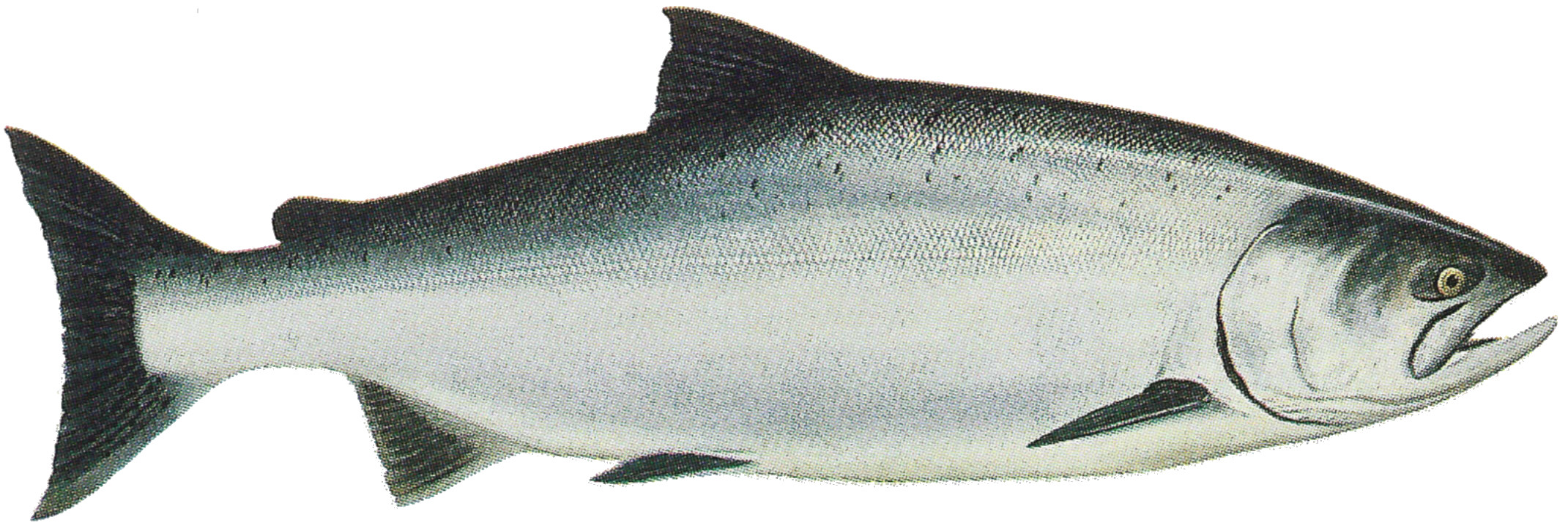
雄性海相奇努克

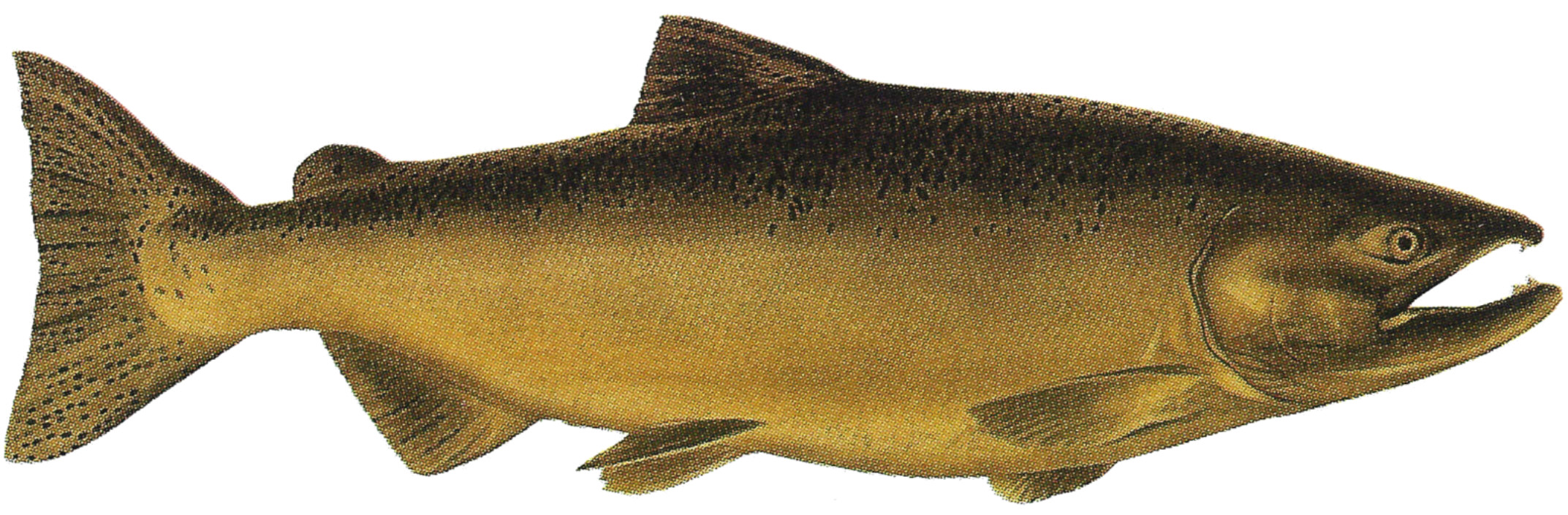
雄性淡水相支奴干

奇努克鲑鱼是俄勒冈州的州鱼，因其巨大的体型和美味的肉而被称为“鲑鱼之王”。来自阿拉斯加铜河的那些鱼以其颜色、浓郁的味道、坚固的质地和高omega-3油含量而闻名。 阿拉斯加于 1989 年颁布了长期禁止有鳍鱼类养殖的禁令。 （阿拉斯加统计。§ 16.40.210  ）
2007年，在世界范围内，养殖的奇努克鲑鱼收获了11542吨(1817600吨)，价值8300万美元。 新西兰是养殖王鲑的最大生产国，占世界产量的一半以上(2005年为7400吨)。 大多数鲑鱼是在海里养殖的(海水养殖)，采用一种有时被称为海笼养殖的方法，这种方法是在大型浮动网箱中进行的，网箱宽约25米，深约15米，系泊在清洁，快速流动的沿海水域的海底。淡水孵化场的小鲑鱼(幼鱼)被转移到装有几千条鲑鱼的笼子里，在那里度过余生。他们被喂食富含蛋白质和油脂的鱼粉颗粒。 
奇努克鲑鱼也养殖在淡水河流或水道中的网箱中，使用的技术类似于海水养殖鲑鱼。新西兰的一些水力发电运河出现了一种独特的淡水鲑鱼养殖形式。位于Tekapo的一个地点，由来自南阿尔卑斯山的急流冷水喂养，是世界上海拔最高的鲑鱼养殖场， 677米（2,221英尺）海拔。 
在将它们杀死之前，有时会用草药提取物麻醉网箱鲑鱼。然后将它们掺入大脑。当动物从切开的鳃中流血时，心脏跳动了一段时间。这种在杀死鲑鱼时使鲑鱼放松的方法会产生结实、持久的肉。 野生种群没有疾病，网箱放养密度低，这意味着新西兰鲑鱼养殖者不使用其他地方通常需要的抗生素和化学品。 

## 时间线
- 1527 年：苏格兰阿伯丁大学的Hector Boece描述了大西洋鲑鱼的生活史。 [81]
- 1763 年：大西洋鲑鱼的施肥试验在德国进行。后来生物学家在苏格兰和法国对这些进行了改进。 [81]
- 1854 年：爱尔兰Ballyconneely的 Dohulla 渔场沿河建造鲑鱼产卵床和养殖池。 [111]
- 1864 年：孵化场养殖的大西洋鲑鱼苗被释放到塔斯马尼亚州的普伦蒂河，但未能在澳大利亚建立种群[112]
- 1892 年：在南非的Umkomass 河中放生了孵化场养殖的大西洋鲑鱼苗，但未能在非洲建立种群。 [113]
- 19 世纪后期：欧洲、北美和日本使用鲑鱼孵化场来增加野生种群。
- 1961 年：孵化场养殖的大西洋鲑鱼苗被释放到福克兰群岛的河流中，但未能在南大西洋建立种群。 [114]
- 1960 年代后期：在挪威和苏格兰建立了第一个鲑鱼养殖场。
- 1970 年：孵化场养殖的大西洋鲑鱼苗被释放到Kerguelen 群岛的河流中，但未能在印度洋建立种群。 [115]
- 70 年代初期：在北美建立鲑鱼养殖场。
- 1975 年：小型单源寄生虫Gyrodactylus可能通过渔具从挪威孵化场传播到野生鲑鱼，并摧毁了一些野生鲑鱼种群。
- 70 年代后期：在智利和新西兰建立鲑鱼养殖场。
- 1984 年：传染性鲑鱼贫血，一种病毒性疾病，在挪威的鲑鱼孵化场被发现。百分之八十的相关鱼死亡。
- 1985 年：在澳大利亚建立鲑鱼养殖场。
- 1987 年：关于逃脱的大西洋鲑鱼在野生太平洋鲑鱼渔业中被捕获的首次报告。
- 1988 年：一场风暴袭击了法罗群岛，释放了数百万条大西洋鲑鱼。
- 1989 年：糠疹病是一种细菌性疾病，在挪威鲑鱼养殖场和野生鲑鱼中蔓延。
- 1996 年：世界养殖鲑鱼产量超过野生鲑鱼产量。
- 2007 年： 10-平方英里（26-平方）  成群的Pelagia noctiluca水母摧毁了北爱尔兰一个拥有 100,000 条鱼的鲑鱼养殖场。 [116]
- 2019 年：中东第一个鲑鱼养殖场在阿拉伯联合酋长国成立。 [117]

## 在流行文化中
- 保罗·托迪 (Paul Torday) 2007 年的小说《在也门捕鲑鱼》的第 14 章描述了参观“McSalmon Aqua Farms”的经历，在苏格兰的一个海湾中，鲑鱼被笼养在笼子里。